# Naturschutzgebiet Mechtenberg (Essen)

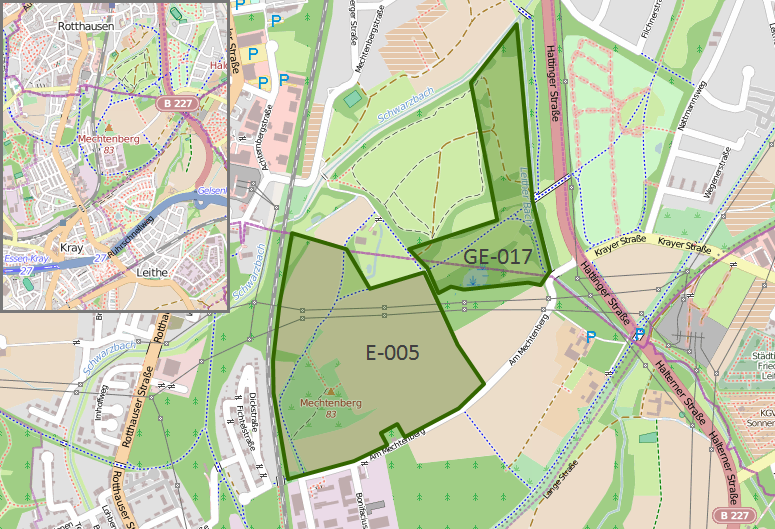
Lage der benachbarten Naturschutzgebiete „Mechtenberg“ (E-005 und GE-017)

Das Naturschutzgebiet Mechtenberg in Essen ist ein im Stadtteil Kray an der Grenze zu Gelsenkirchen gelegenes Naturschutzgebiet. Gemeinsam mit dem angrenzenden, gleichnamigen Naturschutzgebiet Mechtenberg auf Gelsenkirchener Stadtgebiet liegt es im Landschaftspark Mechtenberg. Die beiden Naturschutzgebiete sind zwar geografisch benachbart und tragen denselben Namen, ihre Abgrenzung erfolgte aber aufgrund unterschiedlicher Schutzziele. Sie werden beim Landesamt für Natur, Umwelt und Verbraucherschutz Nordrhein-Westfalen unter den Kennungen E-005 (Essen) und GE-017 (Gelsenkirchen) geführt.

## Beschreibung
Der namengebende Mechtenberg ist ein Zeugenberg mit einer weithin sichtbaren bewaldeten Kuppe im südwestlichen Teil des Schutzgebietes. Er war ursprünglich 99 m hoch, ist aber in den letzten 100 Jahren durch Bergsenkungen auf 84 m abgesunken. Auf seinem Gipfel steht der 1900 erbaute Bismarckturm der Stadt Essen. Das Gebiet ist durch einige Fahr- und Wanderwege erschlossen.

### Galerie

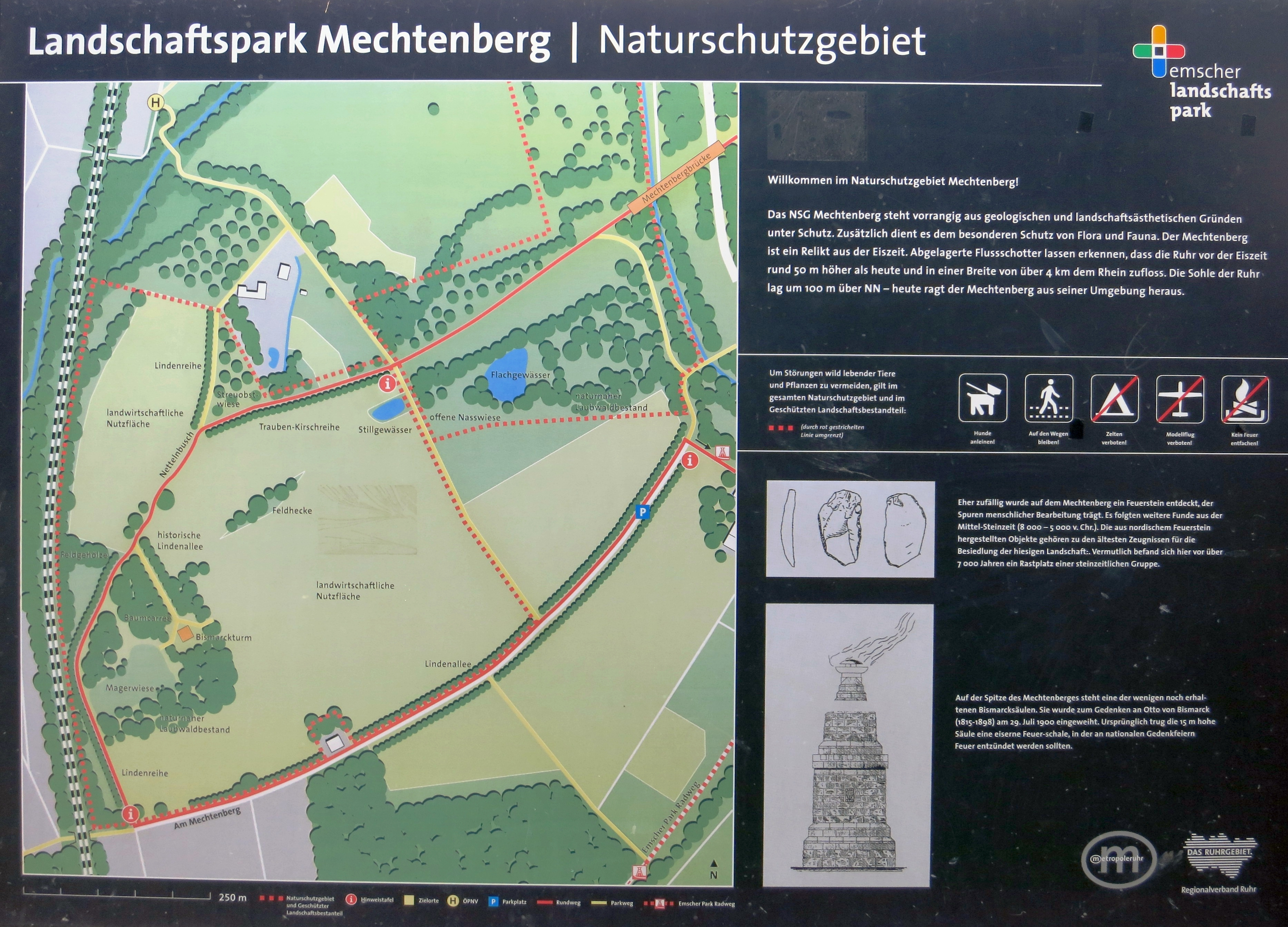
Infotafel auf der Grenze der beiden NSG
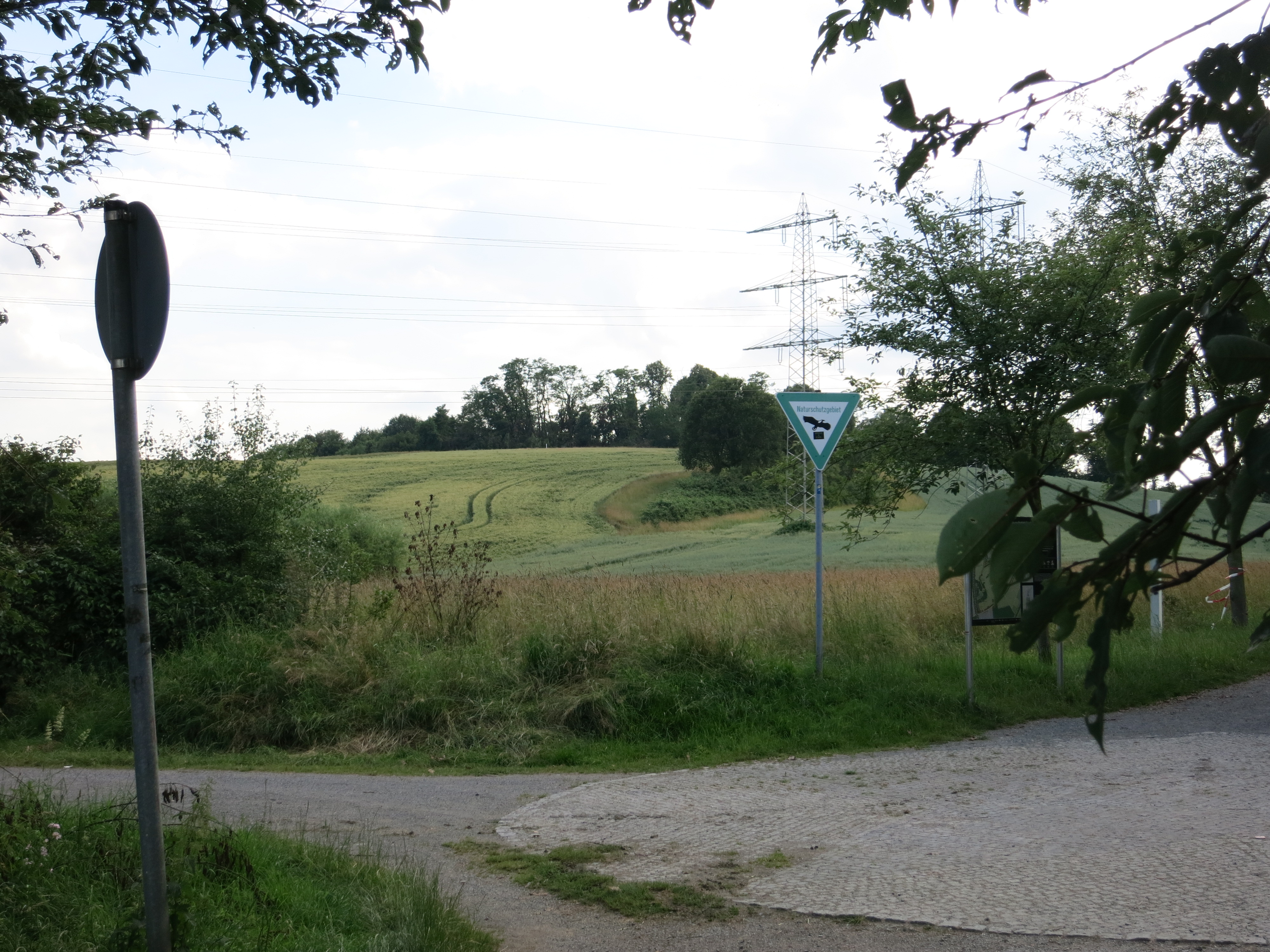
Blick von Nordosten auf den Mechtenberg
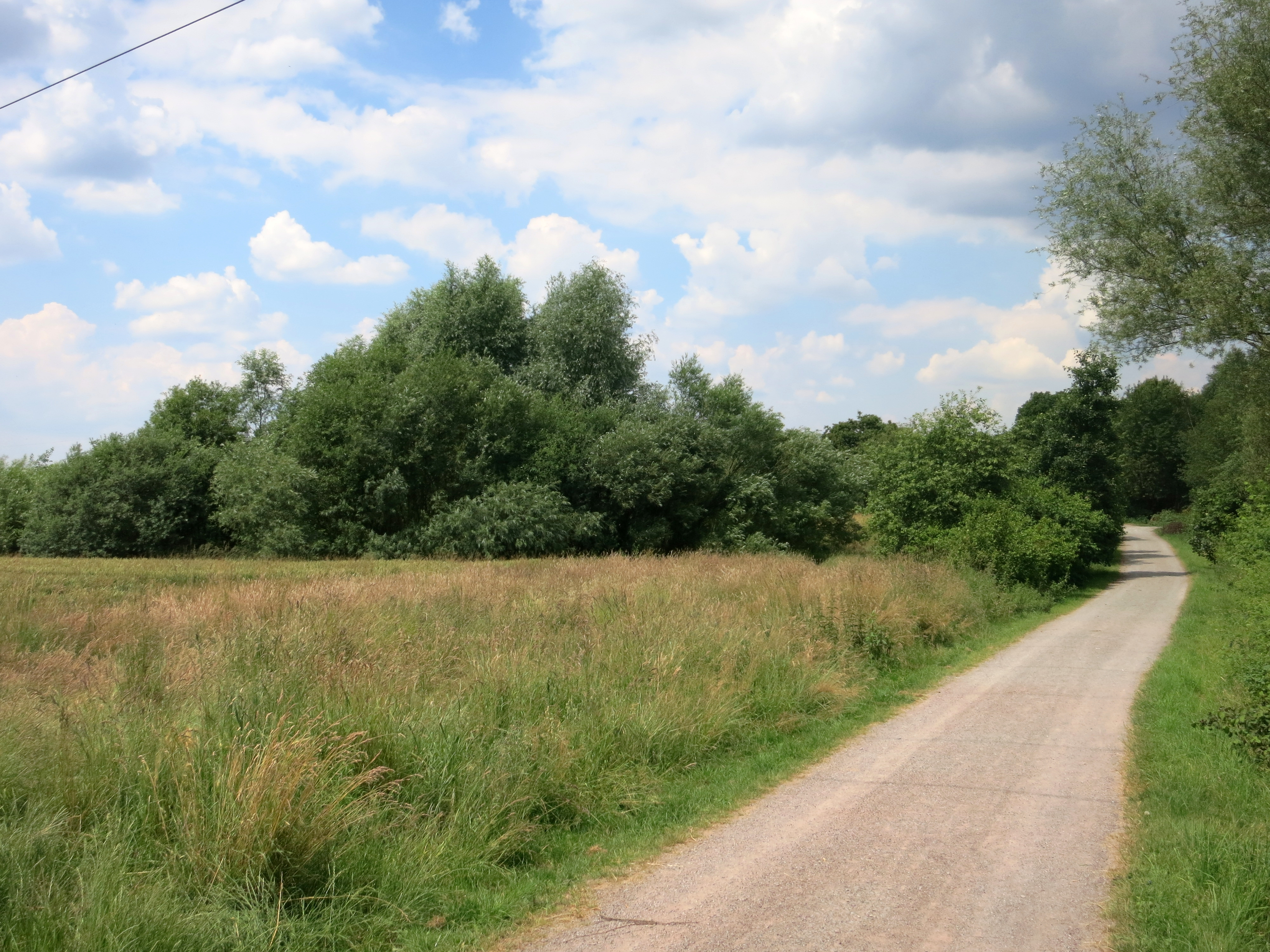
Ackerfläche und Feldgehölz am Ostrand
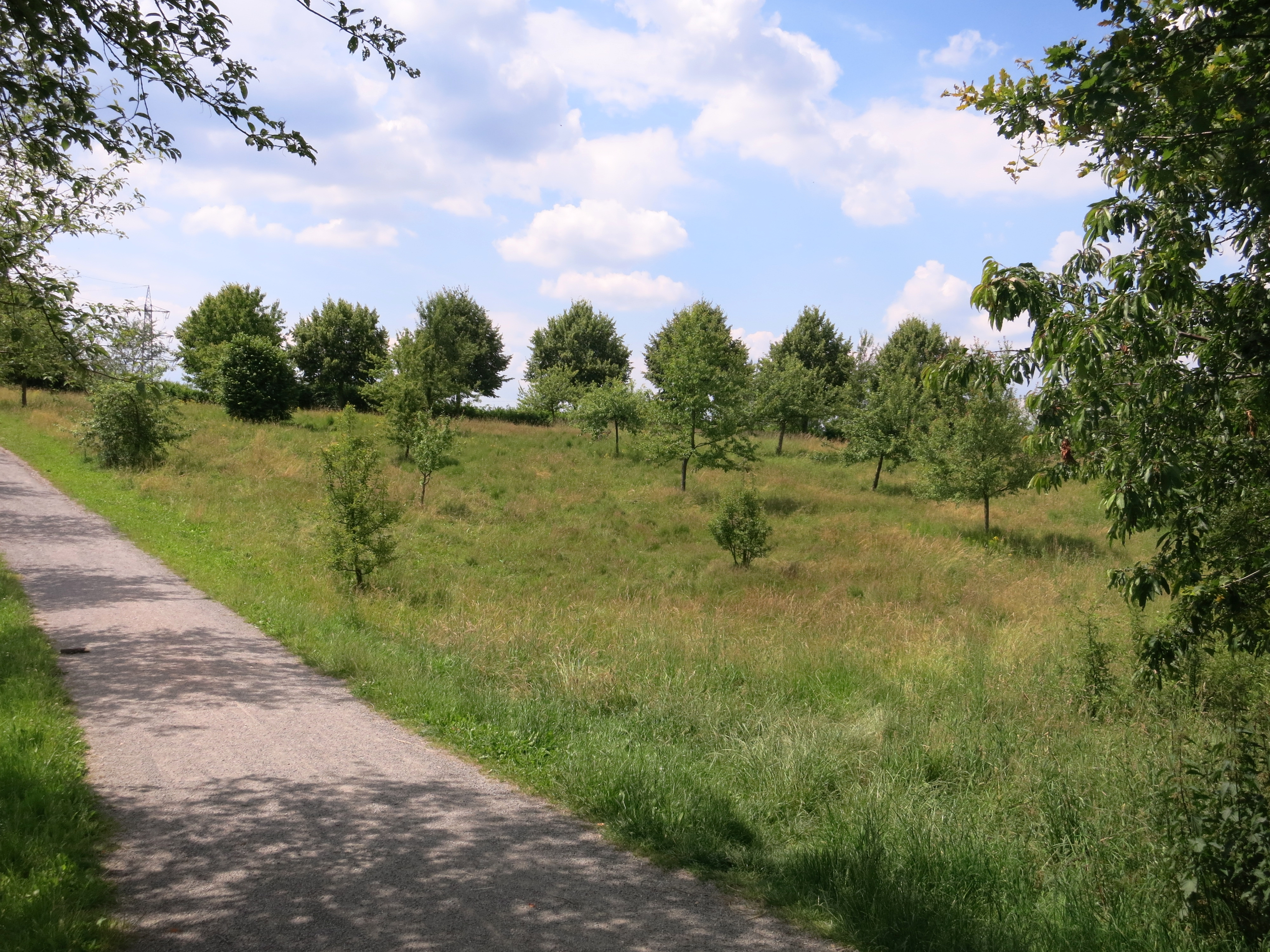
Streuobstwiese im Nordwesten des NSG
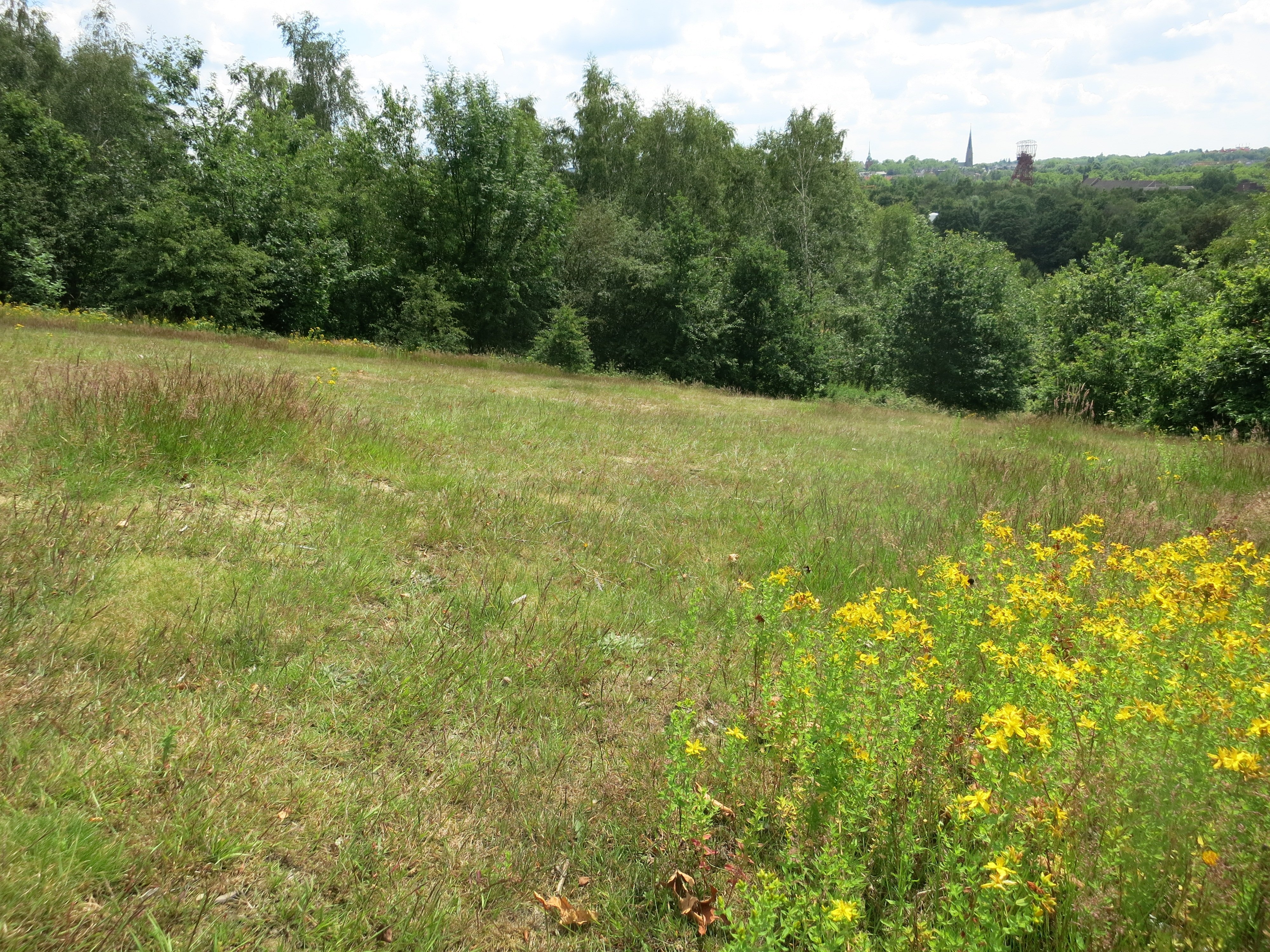
Magerrasenfläche am Südwesthang der Kuppe
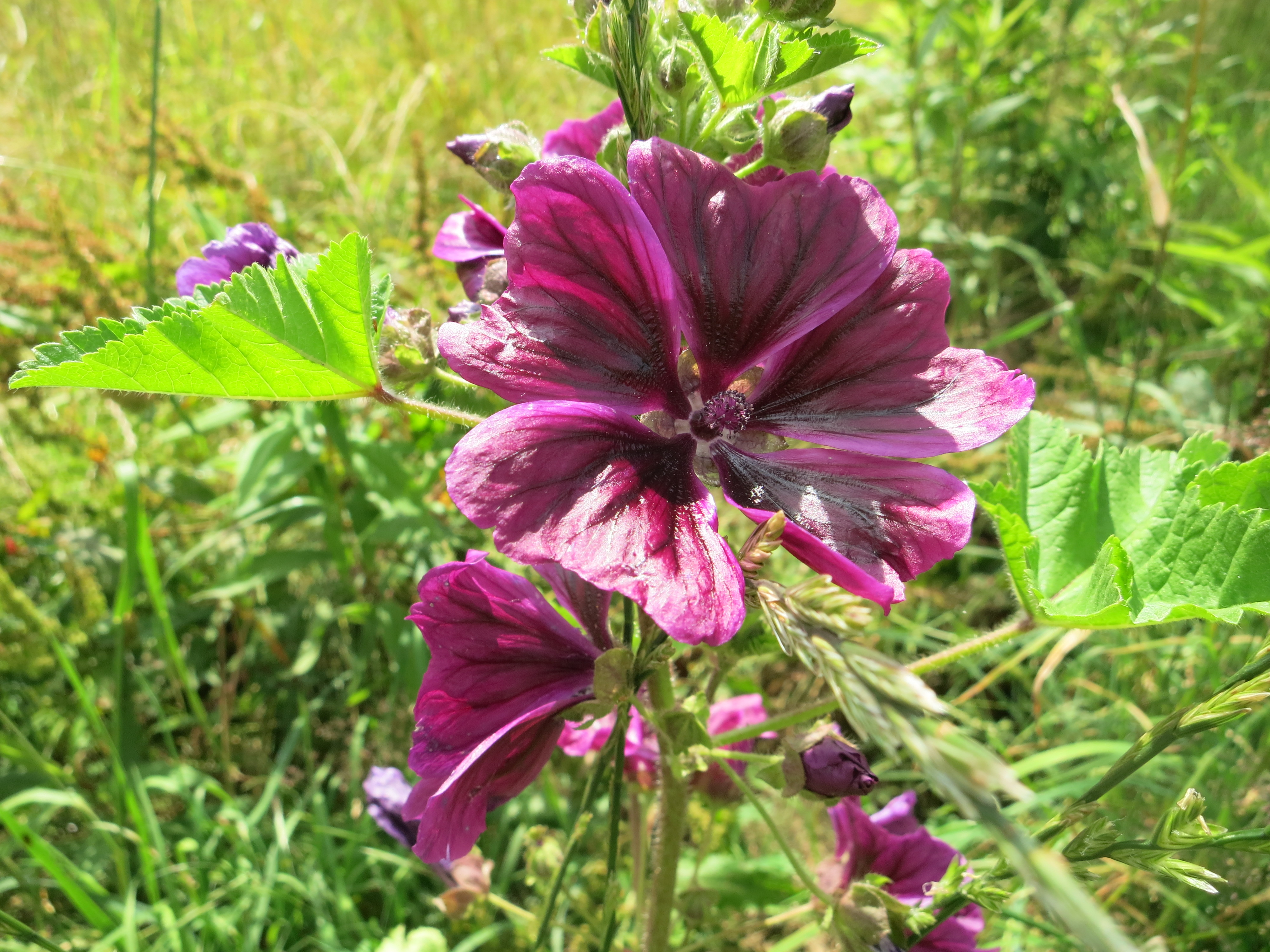
Wilde Malve am Wegesrand
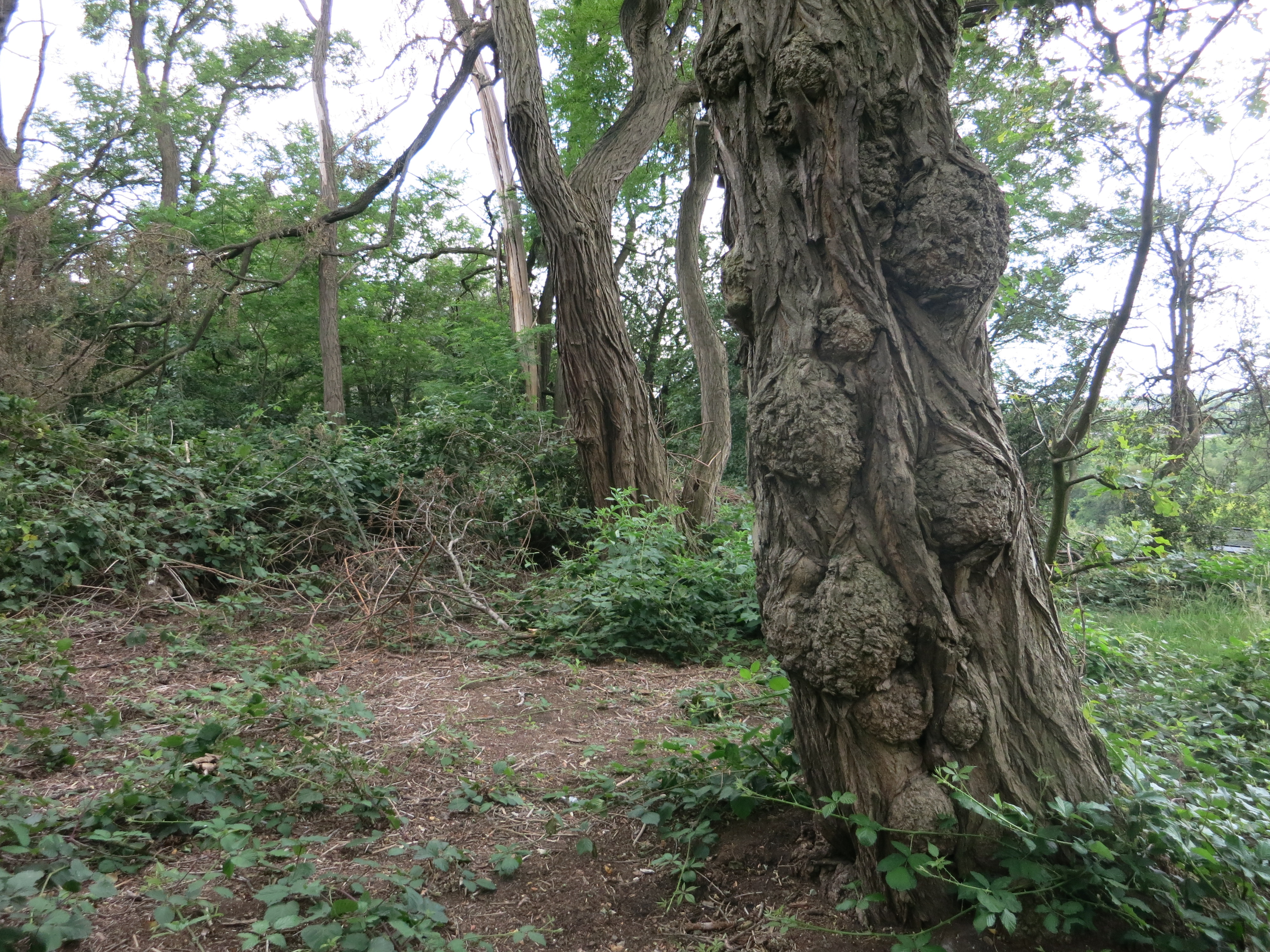
Robinien auf der Kuppe
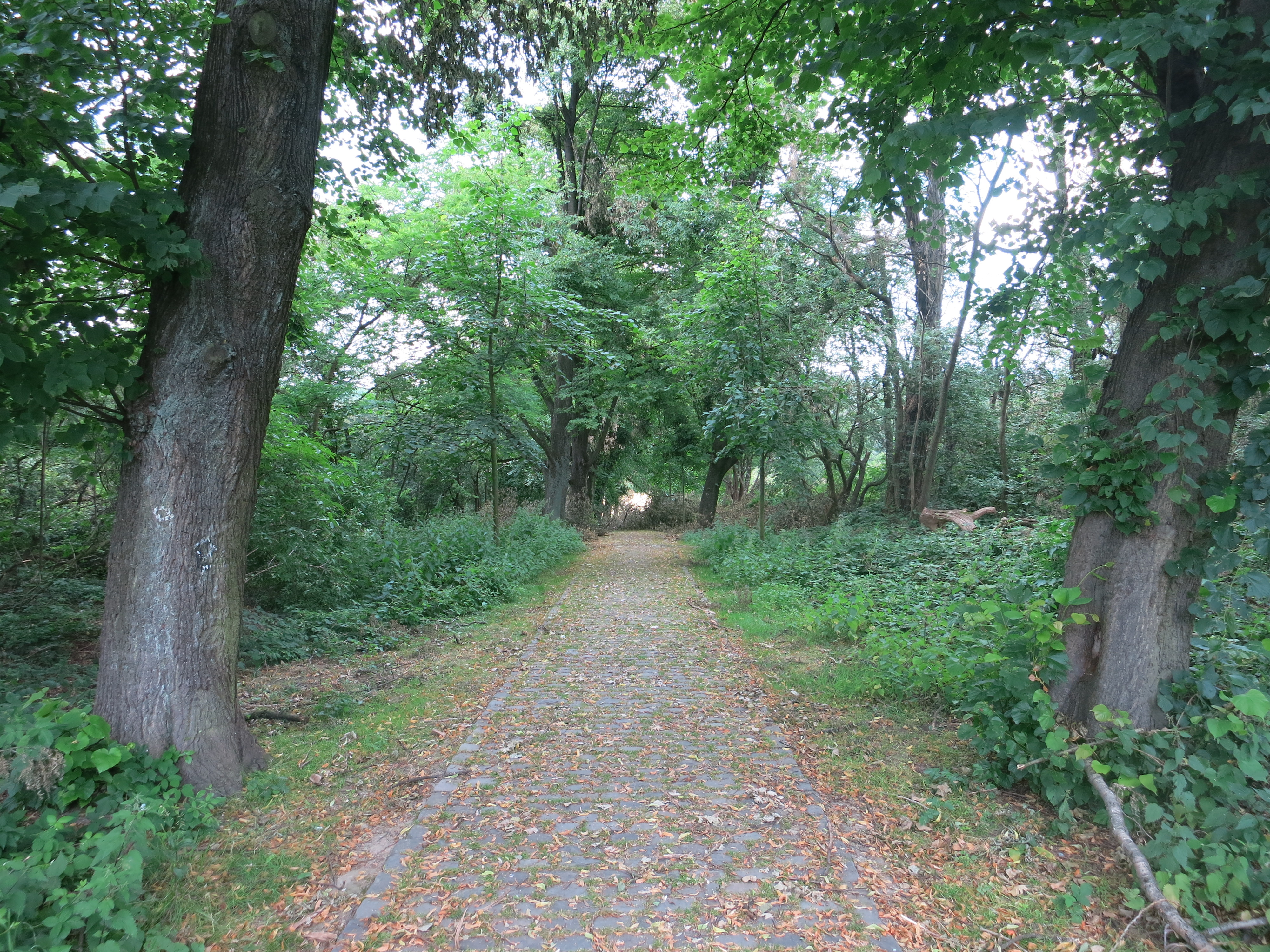
Historische Lindenallee zum Bismarckturm

## Schutzwürdige Biotope und Arten
Auf der Kuppe des Berges findet sich ein Robinien-Hain; eine historische Lindenallee führt zum Bismarckturm. Am Südwesthang der Kuppe hat sich auf dem sandigen Boden eine Magerrasenfläche mit Echtem Johanniskraut, diversen Gräsern und Hänge-Birken gebildet. Im Nordwesten wurde eine Streuobstwiese angelegt. Große Teile des Gebietes werden landwirtschaftlich genutzt, sie bestehen aus Fettwiese, Ackerland und Feldgehölzen. Im Osten befindet sich umgeben von Bäumen ein temporär trockenfallendes Stillgewässer.
Als wertbestimmend wird der für diese Region seltene Biotoptyp Magerstandort mit seiner besonderen Bedeutung für den Biotopverbund der Magerstandorte im Ruhrgebiet angesehen. Die reiche Kleinstruktur des Gebietes stellt ein wichtiges Rückzugsareal für viele Tier- und Pflanzenarten dar.

## Schutzziele
Neben dem Schutz des Biotopkomplexes wird insbesondere auch der Erhalt des Zeugenberges als eines erdgeschichtlich bedeutenden Objektes als Ziel genannt. Den Gefährdungen durch Müllablagerung, Trittschäden sowie durch eine Feuerstelle auf der Magerwiese soll durch Gegenmaßnahmen (Verbote, Absperrungen) begegnet werden. Eine Beschränkung der Düngung der Ackerflächen soll die Schädigung durch Düngerdrift begrenzen.